# Aschisma carniolicum
Aschisma carniolicum är en bladmossart som beskrevs av Lindberg 1878. Aschisma carniolicum ingår i släktet Aschisma och familjen Pottiaceae. Inga underarter finns listade i Catalogue of Life.